# バック・ドアー・スラム
バック・ドア・スラム（Back Door Slam）は、2003年4月にマン島出身のデイビー・ノウルズによって始められたブルースロック・バンド。バンド名はロバート・クレイの歌からとられた。初期メンバーは、ノウルズと、キャッスル・ラッシェン高校の友人ジェイミー・アームストロング（ベース）、ロス・ドイル（ドラムス）、ブライアン・ガーヴェイ（リズム・ギター）の4人。
2004年、リズム・ギターのブライアン・ガーヴェイが交通事故で亡くなった。ノウルズは彼のために「Stay」という曲を書いている。トリオとして活動を続けたが、ベースのジェイミー・アームストロングが音楽制作のキャリアを追求するため大学に行くことを決めバンドを脱退。交代でベーシスト、アダム・ジョーンズが加入した。2007年、アルバム『Roll Away』を発表。2009年1月27日解散。

## 略歴

### デビュー・アルバム
2007年6月18日にマン島で彼らのデビュー・アルバム『Roll Away』をリリースした。

## ディスコグラフィ

### スタジオ・アルバム
- Roll Away (2007年)
- Coming Up For Air (2009年)

### ライブ・アルバム
- Back Door Slam: Live from Bonnaroo (2009年)

### EP
- Back Door Slam - EP (2008年)